# Citronkremla
Citronkremla (Russula raoultii) är en svampart som beskrevs av Quél. 1886. Citronkremla ingår i släktet kremlor och familjen kremlor och riskor.  Arten är reproducerande i Sverige. Inga underarter finns listade i Catalogue of Life.

## Källor

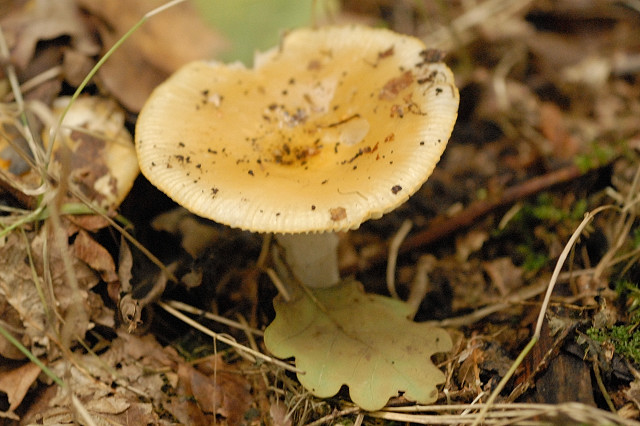
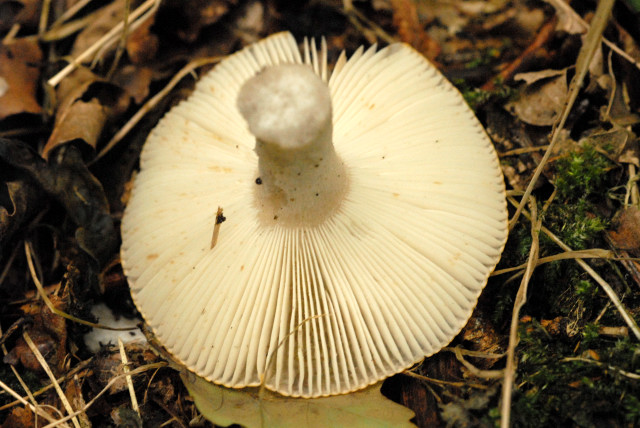